# Klementinská legenda o sv. Jiří

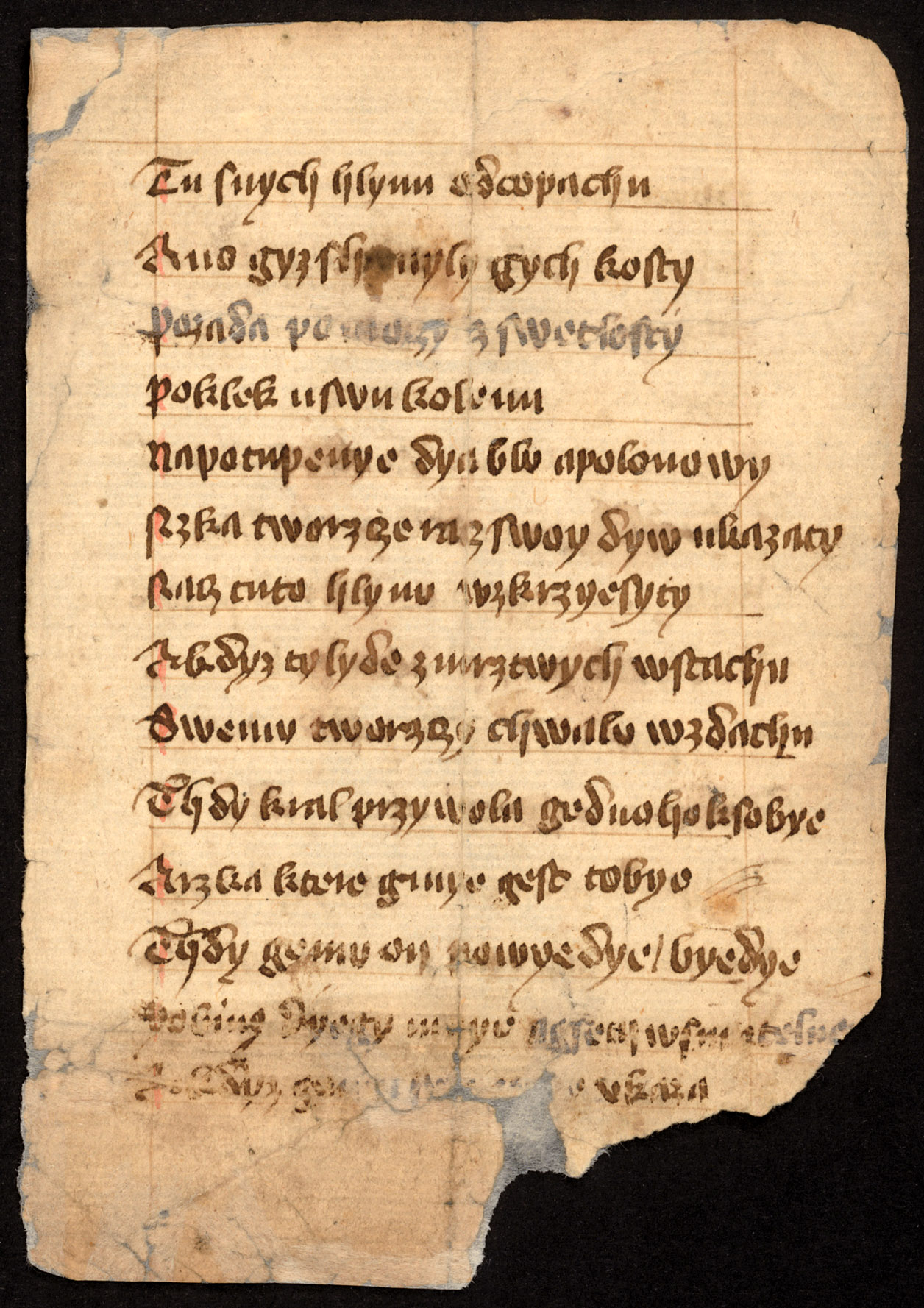
Avers zlomku Klementinské legendy o sv. Jiří

Klementinská legenda o sv. Jiří je zlomek staročeské, svatojiřské veršované legendy, který byl objeven českým historikem, filologem a knihovníkem Adolfem Paterou v roce 1881.

## Nález
Adolf Patera zlomek nalezl v prostředí tehdejší pražské Veřejné c. k. univerzitní knihovny, tedy v dnešní Národní knihovně České republiky, sídlící v pražském Klementinu. Zlomek ve formě papírového listu byl v době nálezu volně vložen do středověkého pergamenového rukopisu (dnes sign. XII D 12). Tento rukopis, obsahující latinské modlitby, byl zhotoven pro Kunhutu, dceru českého krále Přemysla Otakara II. a abatyši kláštera benediktinek u sv. Jiří na Pražském hradě nejspíše ve dvacátých létech 14. století.

## Obsah

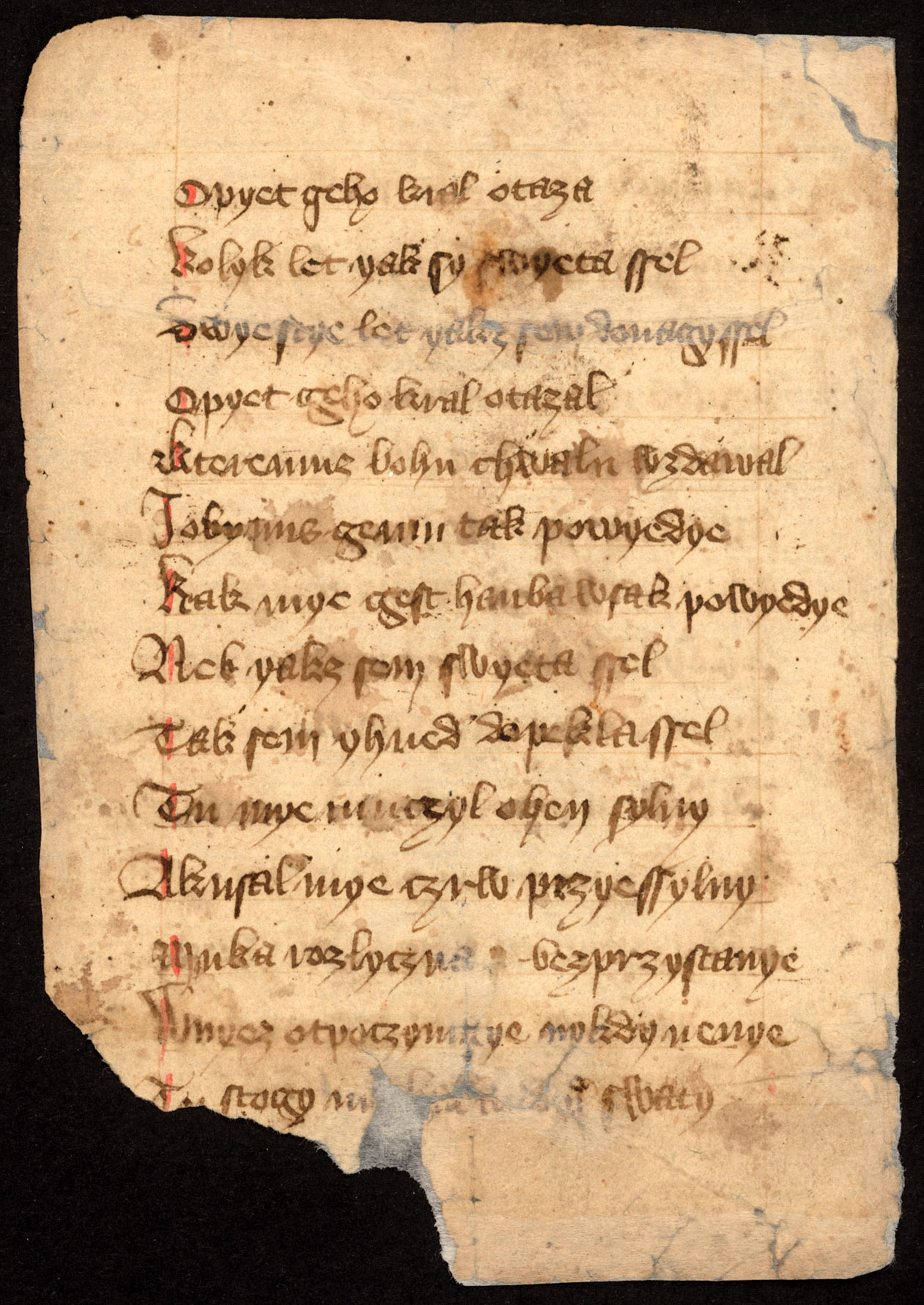
Revers zlomku Klementinské legendy o sv. Jiří

Obsah zlomku tvoří zbytek svatojiřské legendy, sepsané ve staročeštině ve 28 verších. V současnosti se jedná o nejstarší známou verzi této staročeské legendy ve veršované podobě. Zlomek zatím nebyl převeden do moderní češtiny.

## Současnost
V současné době je zlomek zařazen do historického fondu Národní knihovny ČR a nachází se pod správou  Oddělení rukopisů a starých tisků (zkráceně ORST) pod signaturou XVII J 17/11. Již dříve byl vyjmut z rukopisu středověké modlitební knihy (sign. XII D 12) a uložen na signaturu XVII J 17/11. Fragment byl později digitalizován a je volně přístupný ve webovém rozhraní digitální knihovny Manuscriptorium.